# (R)-デヒドロパントイン酸デヒドロゲナーゼ
(R)-デヒドロパントイン酸デヒドロゲナーゼ（(R)-dehydropantoate dehydrogenase）は、パントテン酸および補酵素A生合成酵素の一つで、次の化学反応を触媒する酸化還元酵素である。
(R)-4-デヒドロパントイン酸 + NAD+ + H2O {\displaystyle \rightleftharpoons } (R)-3,3-ジメチルリンゴ酸 + NADH + 2 H+
反応式の通り、この酵素の基質は(R)-4-デヒドロパントイン酸とNAD+と水、生成物は(R)-3,3-ジメチルリンゴ酸とNADHとH+である。
組織名は(R)-4-dehydropantoate:NAD+ 4-oxidoreductaseで、別名にD-aldopantoate dehydrogenase, D-2-hydroxy-3,3-dimethyl-3-formylpropionate:diphosphopyridine nucleotide (DPN+) oxidoreductaseがある。